# Todd Gitlin
Pour les articles homonymes, voir Gitlin.
Todd Gitlin (né à Manhattan le 6 janvier 1943 et mort à Pittsfield au Massachusetts le 5 février 2022) est un sociologue et essayiste américain de la Contre-culture.
Il est cité dans l'essai polémique de Horowitz, The Professors: The 101 Most Dangerous Academics in America (2001).

## Biographie

### Formation
Né dans une famille juive, Todd Alan Gitlin fut un élève brillant, admis à 16 ans à la Bronx High School of Science, puis à Harvard College, dont il sortit licencié en mathématiques avec félicitations du jury en 1963. Il poursuivit ses études en sciences politiques à l'université du Michigan, puis en sociologie à Berkeley.

### Carrière

#### Carrière universitaire
Assistant à temps partiel de 1970 à 1977 au New College de l’université d'État de San José et enseignant de Sociologie urbaine à l’université de Californie à Santa Cruz, Todd Gitlin exerça ensuite pendant 16 ans la sociologie et dirigea le cursus de médias à Berkeley. À la fin des années 1990, il enseigna pendant sept ans la culture générale, le journalisme et la sociologie à l’université de New York.
En 2002, il obtint la chaire de journalisme et de sociologie, et à partir de 2006 il présidait en outre le cursus de 3e cycle en communications de l’Université Columbia, où il assurait de plus le tronc commun de Civilisation contemporaine et la culture américaine des années 1960.
L’École des hautes études en sciences sociales de Paris lui confia en 1994–1995 la chaire de Civilisation américaine. Membre résident du Séminaire Bellagio (Italie), de la Fondation Djerassi à Woodside (Californie), sociétaire du Media Studies Center, professeur invité de l’Université Yale, de l’Université d'Oslo et de l’Université de Toronto, ses travaux ont été récompensés du Prix Bosch de Politique Publique (Berlin, avril-mai 2011). Simultanément, il était admis à l’American Academy de Berlin.

#### Prises de position publiques

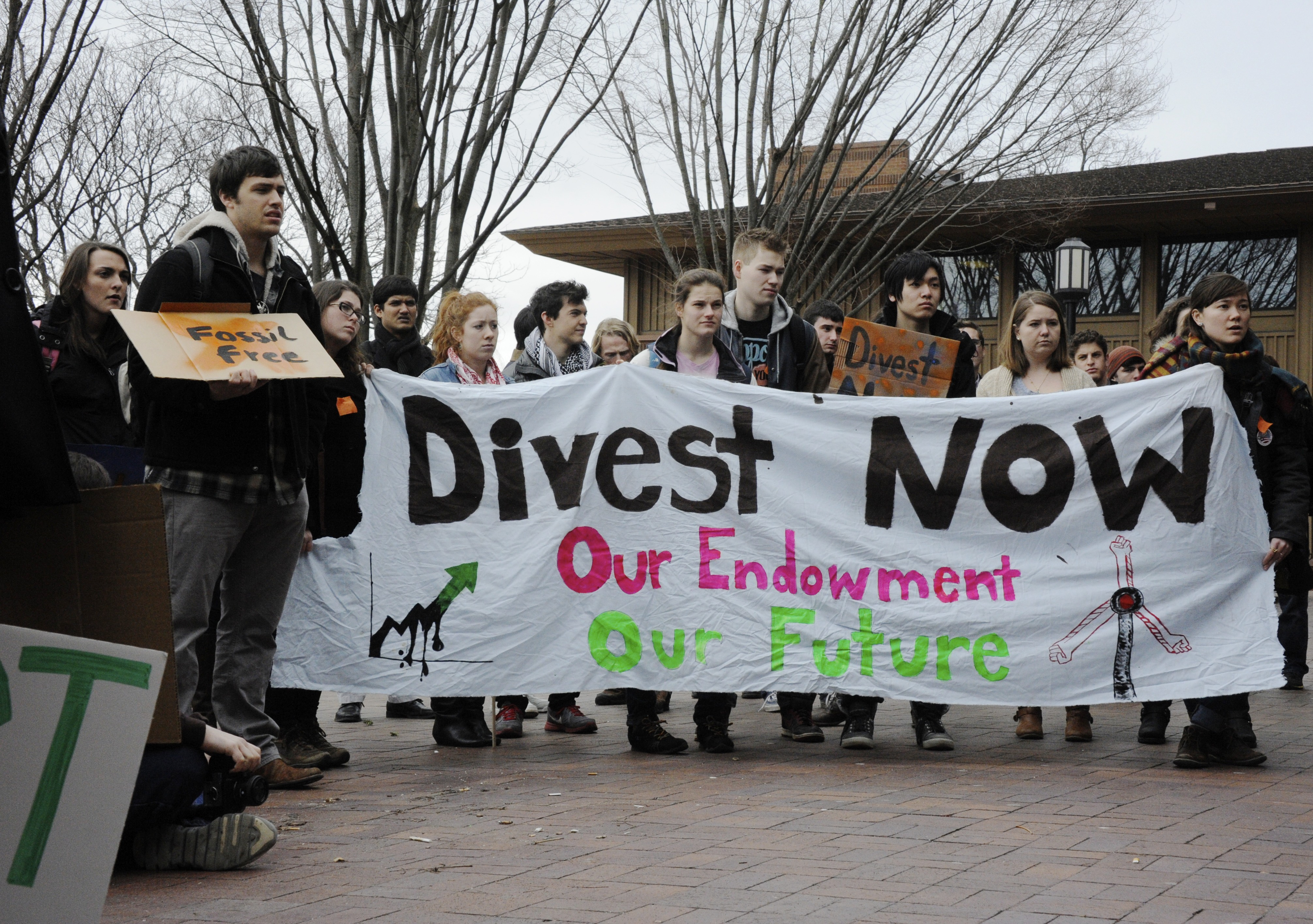
Étudiants américains réclamant que leur université désinvestisse les énergies fossiles en 2013

Todd Gitlin a commencé à militer en 1960, en rejoignant un groupe de militants anti-armes nucléaires de Harvard appelé « Tocsin », dont il finit président, après avoir réussi à organiser la manifestation nationale de Washington contre la course aux armements et les essais nucléaires, les 16–17 février 1962. Dans les deux années qui suivirent, Gitlin presida les Students for a Democratic Society, et organisa la manifestation nationale contre la guerre du Viêt Nam de Washington (17 avril 1965), qui rassembla 25 000 manifestants, de même que le premier appel à la désobéissance civile visant le soutien des groupes industriels américains au régime Sud-africain de l’apartheid : un sit-in au siège social de la Chase Manhattan Bank,, le 19 mars 1965. En 1968 et 1969, il fut l’éditorialiste et chroniqueur régulier du San Francisco Express Times, un journal clandestin, tout en fournissant la presse underground de billets d'opinion via Liberation News Service.
Au milieu des années 1980, il était l'un des chefs de file des universitaires de Berkeley appelant au boycott des investissements en Afrique du Sud, et présidait le collectif des anciens élèves du collège Harvard-Radcliffe contre l'Apartheid. Il prit position contre la Guerre du Golfe en 1991 ainsi que contre la guerre en Irak en 2003, mais apporta son soutien aux bombardements en Yougoslavie en 1999 et à l’occupation de l’Afghanistan en 2002. En 2013, il s'impliqua de nouveau dans le collectif de désinvestissement des énergies fossiles d'Harvard, et anima un groupe identique à l'université Columbia ; il s'opposa en revanche systématiquement aux sanctions contre Israël.

### Mort
Frappé d'une crise cardiaque le 31 décembre 2021 à son domicile de Hillsdale, Todd Gitlin fut admis inconscient à l'hôpital voisin de Pittsfield (Massachusetts), où son décès a été constaté le 5 février 2022.

## Œuvres
- Uptown: Poor Whites in Chicago (1970)  (ISBN 0-06-090235-3)
- Campfires of Resistance: Poetry from the Movement, editor (1971)
- Busy Being Born (1974)  (ISBN 0-87932-073-7)
- The Whole World is Watching: Mass Media in the Making and Unmaking of the Left (1980)  (ISBN 0-520-23932-6)
- Inside Prime Time (1983)  (ISBN 0-520-21785-3)
- The Sixties: Years of Hope, Days of Rage (1987)  (ISBN 0-553-37212-2)
- Watching Television, editor (1987)  (ISBN 0-394-54496-X)
- The Murder of Albert Einstein (roman, 1992)  (ISBN 0-553-37366-8)
- The Twilight of Common Dreams: Why America is Wracked by Culture Wars (1995)  (ISBN 0-8050-4091-9).
- Sacrifice (1999)  (ISBN 0-8050-6032-4)
- Media Unlimited: How the Torrent of Images and Sounds Overwhelms Our Lives (2002)  (ISBN 0-8050-7283-7)
- Letters To a Young Activist (2003)  (ISBN 0-465-02738-5)
- "Varieties of Patriotic Experience", in The Fight Is for Democracy: Winning the War of Ideas in America and the World, ed. George Packer (New York: Perennial, 2003).  (ISBN 0-06-053249-1)
- The Intellectuals and the Flag (2006)  (ISBN 0-231-12492-9)
- The Bulldozer and the Big Tent (2007)  (ISBN 0-471-74853-6)
- Occupy Nation: The Roots, the Spirit, and the Promise of Occupy Wall Street (2012)  (ISBN 0-062-20092-5)